# Lasionycta promulsa
Lasionycta promulsa là một loài bướm đêm thuộc họ Noctuidae. It occurs from Rampart House ở miền bắc Yukon tới tây nam British Columbia ở phía tây và miền nam New Mexico ở Dãy núi Rocky.
Con trưởng thành bay từ giữa tháng 7 qua tháng 8.